# Организация Наки Джонсона
Организация Наки Джонсона (англ. Nucky Johnson's Organization) — коррумпированная политическая машина Атлантик-Сити (Нью-Джерси), около 100 лет, с 1870-х и по 1970-е годы, оказывавшая огромное влияние на политическую и экономическую жизнь Атлантик-Сити, округа Атлантик и всего Южного Джерси. Расцвет организации пришёлся на эпоху «сухого закона», когда её руководитель Энох «Наки» Джонсон был фактически боссом организованной преступности города и окрестностей, координируя бутлегерство, азартные игры, рэкет и проституцию.

## История
Политическая машина Атлантик-Сити и округа Атлантик сформировалась в 1870-е годы. Руководила ею группа из трёх человек, в которую входили Льюис П. Скотт (1854—1907), секретарь округа Атлантик, Джон Дж. Гарднер (1845—1921), мэр Атлантик-Сити и конгрессмен-республиканец, и Смит Э. Джонсон, поочерёдно занимавшего должности шерифа Мейс-Лендинга, административного центра округа, и заместителя шерифа Атлантик-Сити. Позже их сменил американец немецкого происхождения Луис «Коммодор» Кюнле (1857—1934).

### Луис Кюнле
Луис Кюнле родился в семье немецких иммигрантов в Нью-Йорке. В 1875 году его семья переехала в Атлантик-Сити, где отец открыл Kuehnle’s Hotel. В том же году Кюнле-старший умер и 18-летний Луис стал хозяином отеля. Салун The Corner при отеле стал со временем популярным местом встреч местных политиков, в том числе и троих неофициальных хозяев Атлантик-Сити и округа. Когда один из них умер в 1900 году, Кюнле занял его место на собраниях и в конечном итоге взял под свой контроль политическую машину, а с ней и город.
Кюнле ответственен за многочисленные улучшения города, так как всегда ставил своей целью превратить Атлантик-Сити в крупный мегаполис. Обеспокоенный высокими тарифами на телефон и газ, он создал свои собственные телефонные и газовые компании, что привело к снижению цен. Его телефонная компания Atlantic Coast Telephone Company позже была куплена Bell Telephone Company. Кюнле также смог снизить цены на электроэнергию, поддержав конкурирующую коммунальную компанию в этом районе. При нём был построен знаменитый Бордвок. Также Кюнле смог решить проблему нехватки пресной воды в городе, создав городскую водопроводную компанию, пробурив артезианскую скважину на материке и проложив водопровод на остров Абсекон, на котором расположен Атлантик-Сити. Кроме того, он помог модернизировать троллейбусную систему для улучшения внутригородского транспорта. Луис также занимался благотворительностью и нравился афроамериканскому сообществу. Многие жители Атлантик-Сити считали Кюнле настоящим лидером и защитником.
Проекты Кюнле действительно улучшили Атлантик-Сити, но городу это обходилось дорого. Городские контракты часто заключались по завышенным ценам, причём довольно часто с компаниями, принадлежавшими самому Кюнле. Так, в 1909 году власти Атлантик-Сити заключили контракт на строительство водопровода с материка. Впоследствии победивший участник торгов уступил часть контракта компании, совладельцем которой была Кюнле. Позже Кюнле, как председатель городской комиссии по водным ресурсам, утвердил изменения в контракте, которые привели к увеличению выплат компании, совладельцем которой он был.
Заботясь о городе и горожанах, Кюнле не стеснялся сомнительных заработков, злоупотреблений, мошенничества и шантажа. Проституция, азартные игры и спиртные напитки всегда были доступны в его отеле. Чтобы финансировать свою республиканскую организацию и предвыборные кампании он вымогал деньги у содержателей игорных залов и публичных домов, а также у хозяев законных предприятий. Вносили свою лепту и муниципальные служащие, которых Кюнле, считая их своими назначенцами, заставлял «жертововать» 5-7 % своей зарплаты Республиканской партии. Широкое распространение получили фальсификации выборов. Республиканцы Кюнле не только платили чернокожим избирателям по 2 доллара за голос, но и организовывали множественное голосование, доставляя избирателей на несколько избирательных участков и голосуя за умерших. Особенно высокий уровень мошенничества был зафиксирован в ходе избирательной кампании по выбору губернатора Нью-Джерси 1910 года. Уже после выборов более 3000 голосов, отданных в Атлантик-Сити за республиканцев, были признаны фальсифицированными. Впрочем это не помогло, новым губернатором был избран демократ Вудро Вильсон, который помимо прочего обещал бороться с коррупцией в Атлантик-Сити.
Вудро Вильсон, став в 1910 году губернатор Нью-Джерси, инициировал уголовное преследовал Кюнле в рамках своей кампании по очистке Атлантик-Сити. Осудить Кюнле за мошенничество на выборах не удалось, зато судебное преследование за конфликт интересов в связи с муниципальным контрактом завершилось осуждением политика. В 1913 году Кюнле был признан виновным в коррупции, связанной с конфликтом интересов, и приговорён к одному году каторжных работ и штрафу в размере 1000 долларов. Через шесть месяцев он отправился отдыхать на Бермудские острова, а потом совершил длительную поездку на родину предков в Баварию (Германия).
Имя Кюнле было запятнано скандалом, и новым главой политической машины Атлантик-Сити стал Энох «Наки» Джонсон, сын шерифа Смита Джонсона.
В ответ на критику своей власти, Луис Кюнле как-то раз сказал: «Они построят памятник мне когда-нибудь; я построил этот город».

### Наки Джонсон
Сын шерифа Смита Джонсона Энох Льюис «Наки» Джонсон родился в 1883 году. В 1905 году Наки стал заместителем своего отца, в то время шерифа Мейс-Лендинга. В 1908 году Джонсон-младший был избран шерифом округа Атлантик, когда истек срок полномочий его отца, и занимал эту должность до тех пор, пока не был уволен по решению суда в 1911 году. В 1909 году он также стал секретарем очень влиятельного республиканского исполнительного комитета округа Атлантик, а в 1911 году после осуждения Кюнле по обвинению в коррупции году Джонсон стал боссом республиканской политической машины Атлантик-Сити и округа.
За время своего 30-летнего правления Джонсон занимал много должностей: казначей округа, что позволяло ему контролировать окружной бюджет; окружной коллектор; издатель еженедельной газеты; директор банка; президент строительной и кредитной компаний; директор пивоварни в Филадельфии. Он отклонил просьбы баллотироваться в сенат штата, полагая, что баллотироваться на выборах ниже достоинства «настоящего босса». Как самый влиятельный республиканец Нью-Джерси, Джонсон внёс большой вклад в избрание нескольких губернаторов и сенаторов. Про Наки говорили, что он управляет своей криминально-политической империей «бархатным молотком».
В 1916 году Джонсон был руководителем кампании кандидата от республиканцев Уолтера Эджа, который успешно избрался губернатором. В дополнение к сбору денег для Эджа, который тогда был сенатором штата от округа Атлантик, Джонсон смог заручиться поддержкой для своего кандидата босса Демократической партии округа Хадсон Фрэнка Хейга, которому не нравился кандидат его партии. Поддержка со стороны Хейга и его политической машины помогла Эджу победить и он вознаградил Джонсона, назначив его секретарём Верховного суда штата.
Атлантик-Сити жил за счёт туристов, и городские власти знали, что успех города как курорта зависит от предоставления туристам того, что они хотят. Чего хотели многие туристы, так это возможности пить, играть в азартные игры и посещать проституток. Руководители города понимали, что легализация пороков даст городу преимущество перед конкурентами. Таким образом, организация, унаследованная Джонсоном, разрешила продажу алкоголя по воскресеньям (что в то время было запрещено законом Нью-Джерси), азартные игры и проституцию в обмен на плату за покровительство. Поддержка индустрии порока должна была продолжаться и расширяться при правлении Наки Джонсона, как и другие формы коррупции, такие как откаты по муниципальным контрактам.

### Сухой закон
Власть Джонсона и его организации достигла своего апогея во время «сухого закона», который был принят на национальном уровне в 1919 году (но вступил в силу только в 1920) и действовал до 1933 года. В Атлантик-Сити с подачи местных властей «сухой закон» фактически не соблюдался, и в результате популярность курорта ещё больше выросла. Тогда город называл себя «Игровой площадкой мира» (англ. The World's Playground). Этому способствовал Джонсон, который с его влиянием и властью в городе позаботился о том, чтобы любой, кто продавал алкоголь, содержал бордель или управлял игорным заведением, не беспокоился, пока организация Джонсон получает свою долю. Позднее следователи заявили, что доход Джонсона от бутлегерства, азартных игр и проституции превышал 500 000 долларов в год (что эквивалентно более чем 8 миллионам долларов в 2021 году). Неудивительно, что он щедро раздавал деньги нуждающимся, и его любили местные жители, среди которых о благожелательности и щедрости Наки ходили легенды.
С момента своего основания Атлантик-Сити, как и другие летние курорты, был обременён сезонной экономикой, усилия по развитию туризма в холодные месяцы так и не увенчались успехом. Однако доступность алкоголя во время «сухого закона» сделала Атлантик-Сити главным местом проведения конгрессов в стране. Стремясь продвигать круглогодичную экономику, поддерживаемую конвенциями, Джонсон решил построить в Атлантик-Сити конференц-центр. Работа над ним началась в 1926 году, и открылся он в мае 1929 года. Сооружение размером 200 на 110 м, было ультрасовременное зданием для конференций, в котором на тот момент было самое большое помещение в истории с беспрепятственным видом. Строительством занималась компания бизнесмена-республиканца Эдварда Бейдера, которому Наки в 1920 году помог избраться мэром города.
Когда в январе 1920 года вступил в силу «сухой закон», Джонсон и его организация сразу же занялись бутлегерством. Он объединился с несколькими другими известными бутлегерами, в том числе с Арнольдом Ротштейном, Лаки Лучано, Джонни Торрио (босс южной банды Чикаго) и Багси Сигелом. При Наки Джонсоне Атлантик-Сити был одним из ведущих портов по ввозу контрабандных спиртных напитков. В 1927 году Наки согласился участвовать в организации бутлегеров и рэкетиров восточного побережья, сформировав «Большую семёрку» (Big Seven) или «Группу семи» (Seven Group).
Главным силовиком Джонсона и олдерменом района Fourth Ward был бывший посыльный отеля Ritz-Carlton Джимми Бойд. Джонсон познакомился с Бойдом примерно в то время, когда он и Лаки Лучано формировали «Большую семёрку». С самого начала Наки начал готовить Джимми к тому, чтобы стать боссом. К концу 1920-х годов Бойд управлял всеми спикизи, нелегальными казино и борделями в городе.

### Конференция в Атлантик-Сити
С 13 по 16 мая 1929 года Наки Джонсон провел в Атлантик-Сити в отелях Ritz-Carlton и Ambassador конференцию мафиозных боссов. Джонсон не только организовал приём и размещение участников, но и гарантировал, что правоохранительные органы не будут вмешиваться, поскольку его брат Альфред Джонсон был шерифом округа Атлантик.
Среди участников конференции были: лейтенанты семьи Джо Массерии Чарли Лучано, Фрэнк Костелло и Джо Адонис, еврейские гангстеры из Нью-Йорка Меер Лански и Багси Сигел, босс чикагской семьи Аль Капоне, который в тот момент вместе с братьями Дженна вёл войну против банды Норт-Сайд Дина О’Бэниона, бывший босс банды Саут-Сайд из Чикаго Джонни Торрио, Макс Хофф (босс еврейской мафии Филадельфии), Эйб Бернштейн (босс Пурпурной банды Детройта), лейтенант семьи Д’Аквила Карло Гамбино, лейтенант семьи Рейна Гаэтано Луккезе, Голландец Шульц, Эбнер Цвиллман, Луис «Лепке» Бухальтер, Винсент Мангано, Фрэнк Эриксон, «Дон Чиче» Скаличе и Альберт Анастазия.
Силовик Джонсона Джимми Бойд никогда не упоминается в числе участников конференции, но, поскольку Бойд был правой рукой Наки и важной фигурой в его организации, наиболее вероятно, что он был там, чтобы помогать принимать решения для организации.
В конце 1930-х и начале 1940-х годов специальный агент ФБР Уильям Франк и его команда расследовали деятельность Джонсона и его организации, но не добился успехов.

### Закат империи Джонсона
Имя Наки Джонсона часто упоминалось в серии статей о пороках в Атлантик-Сити, опубликованных в 1930 году в New York Evening Journal. По некоторым данным, между владельцем газеты, У. Р. Херстом, и Джонсоном существовала личная неприязнь, якобы потому что Джонсон слишком сблизился с танцовщицей, которая была постоянной девушкой Херста, когда тот посещал Атлантик-Сити. Впоследствии Джонсон оказался в центре пристального внимания федеральных властей, предположительно благодаря Херсту, имевшему связи среди чиновников администрации Рузвельта.
В 1933 году федеральные власти потребовали от Джонсона доплатить налоги с дохода, полученного в 1927 году. Ситуация усугубилась тем, что в том же 1933 году был отменён «сухой закон», что резко снизило привлекательность Атлантик-Сити для туристов и участников конгрессов, тем самым уменьшив доходы Джонсона и его организации. В июле 1941 года Джонсон был признан виновным в уклонении от уплаты налогов с примерно 125 000 долларов, которые он получил в 1935—1937 годах и приговорён к десяти годам лишения свободы в федеральной тюрьме и оштрафован на 20 000 долларов.
После осуждения Джонсона в 1941 году политическую машину Атлантик-Сити возглавил сенатор штата Нью-Джерси Фрэнк Фарли.

### Фрэнк Фарли
В 1941 году Фрэнк Фарли, недавно избранный в Сенат штата Нью-Джерси, после борьбы с Томасом Д. Таггартом-младшим, мэром Атлантик-Сити, сменил недавно осуждённого за уклонение от уплаты подоходного налога Эноха «Наки» Джонсона на посту лидера республиканской политической машины Атлантик-Сити и округа Атлантик. Первым шагом Фарли стало отделение политического аспекта организации от криминального. Он назначил Джимми Бойда, силовика и правую руку Наки Джонсона, руководителем всех операций организованной преступности в Атлантик-Сити. В отличие от двух предыдущих боссов организации, Фарли был известен тем, что боролся за дистанцирование от американской мафии.
Фарли был любим избирателями за принятие закона, благодаря которому в 1941 году была в Атлантик-Сити открыта гавань для яхт (переименованная в 1971 году в честь сенатора Фрэнка Фарли), санкционированы скачки и ставки на тотализаторе, что привело к открытию ипподрома Атлантик-Сити в 1944 году, а также были введены бесплатное вакцинирование для детей из бедных семей в 1955 году, учреждены Отдел штата Нью-Джерси по борьбе с дискриминацией в сфере образования в 1960 году и Управление благоустройства округа Атлантик, приняты налоговые вычеты для ветеранов и пожилых людей, освобождены от налога на жильё некоммерческие организации пожилых людей в 1965 году, закон Фарли о возрождении городов, принятый в 1949 году, и комиссии штата по борьбе с комарами и по внутренним водным.
К 1960 году он стал рекордсменом по количеству принятых законопроектов, опередив любой другого члена верхней палаты Легислатуры Нью-Джерси. Фарли считал, что его политический успех заключался прежде всего в убеждении других законодателей «не причинять нам вреда, если вы не можете нам помочь» и в том, чтобы относиться к другим законодателям таким же образом.
В конце законодательной карьеры Фарли всё большее число активистов и лидеров Атлантик-Сити предлагали легализовать азартные игры в казино как способ восстановить пришедший в упадок город и оживить его приходящую в упадок экономику. Ближе к концу своей сенаторской карьеры Фарли отказывался поддерживать азартные игры и казино, и некоторые его близкие объясняли эту позицию желанием избежать проверок, которую могут вызвать азартные игры. Однако в течение своего последнего года в качестве сенатора штата Фарли всё же попытался провести закон, санкционирующий референдум, который легализовал бы азартные игры в Атлантик-Сити. Предложенный закон, который был официально предложен политическим союзником Фарли, сенатором Фрэнком X. Макдермоттом, потому что сам Фарли опасался отрицательной реакции, в случае если он публично поддержит его, провалился в Сенате.
В 1971 году Фарли потерпел поражение в своей попытке переизбрания, проиграв Джозефу Макгану, кандидату Демократической партии.
В 1974 году сторонники легализации казино в Атлантик-Сити удалось провести референдум, включив в бюллетень для всеобщих выборов в Нью-Джерси вопрос о разрешении азартных игр в казино на всей территории штата. После того, как предложение было решительно отклонено избирателями, некоторые раскритиковали неспособность сторонников этой меры привлечь Фарли к усилиям, сам Фарли также выразил разочарование по поводу того, что не участвовал в кампании.
После своего поражения сторонники легализации казино перегруппировались под руководством бизнесмена и политика Майка Сигала, председателя Комитета по легализации азартных игр, и мэра Джозефа Лазарова, председателя Комитета по восстановлению Атлантик-Сити — ещё одной организации, выступавшей за легализацию казино. Им удалось провести ещё один референдум, включив бюллетени для голосования в ноябре 1976 года вопрос о легализации казино только в Атлантик-Сити. На этот раз сторонники казино были организованы намного лучше, чем в 1974 году, и Сигал обратился за помощью к сенатору Фарли, который убедил своих старых политических союзников в других округах штата поддержать эту меру. На этот раз референдум был выигран сторонниками легализации казино с большим отрывом.
Фарли умер 24 сентября 1977 года. С его смертью республиканской политической машины Атлантик-Сити и округа Атлантик окончательно прекратила своё существование.

## Руководство
Боссы
- 1870-е—1890-е — (правящая коллегия из трех человек) — Джон Дж. Гарднер[англ.], Льюис П. Скотт, Смит Э. Джонсон.
- конец 1890-х—1911 — Луис «Коммодор» Кюнле[англ.].
- 1911—1941 — Энох «Наки» Джонсон.
- 1941—1970-е — Фрэнк Шерман Фарли[англ.].

Заместители
- 1905—1911 — Энох «Наки» Джонсон.
- середина 1910-х—1940-е — Альфред Хигаби «Alf» Джонсон (1878—1958), брат Наки Джонсона, шериф округа Атлантик[25].
- 1920-е—1970-е — Джеймс «Джимми» Бойд[англ.] (1906—1974).
- 1920-е—1970-е — Герман «Коротышка» Орман, партнёр Бойда (рэкет и сбор денег за защиту)[26].

## В популярной культуре
Организация Наки Джонсона показана в сериале HBO «Подпольная империя» под названием Организация Наки Томпсона, так как главным героем сериала является Наки Томпсон, прототипом которого был Наки Джонсона. Многие члены организации Томпсона основаны на организации Джонсона или входили в неё; например: Эдвард Бейдер, Фрэнк Хейг, Луи «Коммодор» Кестнер (на основе Луи «Коммодора» Кюнле), Джимми Дармоди (на основе Джимми Бойда) и Эдди Кесслер (на основе немецкого камердинера Джонсона Луи Кесселя).
В сериале организация является официальным соперником доктора Валентина Нарцисса (прототип — Каспер Гольштейн), Чарли Лучано, Мейера Лански, Бенджамина Сигела, Джорджа Ремуса, братьев Д’Алессио и неофициальным соперником Арнольда Ротштейна и Джо Массерии. Организация состоит в союзе с Аль Капоне, Джонни Торрио, Ральфом Капоне, Фрэнком Капоне, Арнольдом Ротштейном и Сальваторе Маранцано.